# Tetracnemus peninsularis
Tetracnemus peninsularis är en stekelart som först beskrevs av Mani och Saraswat 1974.  Tetracnemus peninsularis ingår i släktet Tetracnemus och familjen sköldlussteklar. Inga underarter finns listade i Catalogue of Life.